# 나탈리야 마카로바
나탈리야 마카로바(러시아어: Ната́лия Мака́рова, 영어: Natalia Makarova, 1940년 11월 21일 ~ )는 러시아의 발레리나, 안무가, 배우이다.